# Saint Kitts and Nevis Defence Force
La Saint Kitts and Nevis Defence Force è la forza armata di Saint Kitts e Nevis. Attualmente si compone di un'unità di fanteria (St. Kitts Nevis Regiment) e un'unità marittima (St. Kitts Nevis Coast Guard). Entrambe le unità aventi elementi regolari e di riserva, il tutto sotto il comando Force Headquarters (FHQ, SANDF).  La SKNDF ha una forza attiva di 300 soldati con un corpo di 150 allievi.
Il comandante prende ordini dal Ministro della Sicurezza Nazionale.

## Missione
La missione primaria dell'elemento terrestre è la sicurezza interna di St. Kitts e Nevis, in collaborazione con la polizia locale, mentre la Guardia Costiera è responsabile della custodia delle acque territoriali del paese. Uno dei ruoli principali di tutta la SKNDF è l'intercettazione del commercio di droga, che viene spesso effettuata insieme alla polizia locale e alla Royal Navy. La SKNDF è utilizzata anche per fornire soccorso dopo catastrofi naturali e in ruoli di peacekeeping oltremare.

## Corpo Regolare
Il corpo regolare della SKNDF è costituita da:
- 'A' Company: Questa è la normale unità di fanteria della SKNDF. È sotto il comando di un capitano, ed è composto da un QG e tre plotoni di fanteria.
- Support and Services Platoon: Questo è l'elemento amministrativo e logistico, e include altre due unità individuali:
  - The Agricultural Corps
- Coast Guard: Questo è l'elemento marino, ed è diviso in tre sottounità:
  - Quartier Generale CG
  - Engineer Unit
  - Flotilla – questa è responsabile della gestione delle cinque navi della guardia costiera.

Il pattugliatore solitario in mare aperto della Guardia Costiera è stato donato dagli Stati Uniti

## Equipaggiamento
- 3x ARV Daimler Ferret FV-702 4x4  Regno Unito
- Land Rover Defender 4x4  Regno Unito
- Sterling Mk 4 9mm  Regno Unito
- FN FAL 50-00  Belgio
- L-1A1 7.62mm SAR  Regno Unito
- FN MAG 7.62mm LMG  Belgio
- L-16A-1 81mm  Regno Unito

## Corpo di Riserva
Il corpo di riserva della SKNDF consiste di:
- 'B' Company: Questa è l'unità di fanteria di riserva, e rispecchia la 'A' Company nella struttura.
- Coast Guard: Ciò fornisce riserve alla Guardia Costiera.
- St Kitts and Nevis Defence Force Band
- St Kitts and Nevis Defence Force Cadet Corps, consistente di 150 allievi: 80 anziani & 70 giovani.

## Storia
La SKNDF venne originariamente costituita come unità volontaria nel 1896, in risposta alle sommosse in diverse piantagioni di zucchero. La forza di difesa regolare, tuttavia, non venne in essere fino al 1967, quando venne deciso che un esercito regolare era necessario, a seguito di disordini pubblici, sull'isola di Anguilla, che fu il tentativo di separarsi dalla sua federazione con Saint Kitts e Nevis, e la determinazione che la forza di volontariato esistente non era adeguatamente addestrata per affrontare la situazione.
La prima manodopera della Difesa venne dall'Unità Tattica della Royal St. Christopher and Nevis Police Force e dalla Special Service Unit.
La formazione della forza di difesa regolare fu una grande politica del Partito Laburista, e venne fermamente opposta dall'opposizione People's Action Movement (PAM). Quando il PAM salì al potere nel 1980, prese la decisione di sciogliere la forza regolare, lasciando solo la riserva. L'elezione di Denzil Douglas nel 1997 vide il nuovo governo riformare i regolari.

## Servizi
- Kitts and Nevis Defence Headquarters Building a Camp Springfield
- Bath Village